# Au loin des villages
Pour plus de détails, voir Fiche technique et Distribution.
Au loin des villages est un documentaire franco-suisse réalisé par Olivier Zuchuat et sorti en 2009.

## Synopsis
En avril 2006, 13 000 personnes de l'ethnie Dajo se réfugient dans la plaine de Gouroukoun, à l’est du Tchad. Ce sont des survivants de la guerre du Darfour. Ils y construisent un camp, s’y enferment et s’y inventent une survie. Une vie au ralenti qui s’égrène, comme suspendue dans le dénuement. Des réfugiés prennent longuement la parole, des enfants dessinent des batailles, des petites filles fredonnent des chansons guerrières,.

## Fiche technique
- Titre : Au loin des villages
- Réalisation : Olivier Zuchuat
- Scénario : Olivier Zuchuat
- Photographie : Olivier Zuchuat
- Son : Olivier Zuchuat et Stéphane Larrat
- Montage : Olivier Zuchuat
- Production :  Prince Film- AMIP - Les Films du Mélangeur
- Pays :  France -  Suisse
- Genre : documentaire
- Durée : 77 minutes (1 h 17 min)
- Dates de sortie : 
  - France - 11 novembre 2009

## Distinctions

### Récompenses et nominations
- Prix des médiathèques - FIDMarseille (Festival international de cinéma de Marseille) 2008
- Quartz 2009 - prix du cinéma Suisse, Nomination catégorie Meilleur documentaire
- IDFA 2008 (Joris Ivens International Competition) - Nomination
- Festival international du film d'Innsbruck 2009 - Prix de la compétition documentaire

### Sélections
- Bilbao International Film Festival (Zinebi) 2008
- Téhéran International Film Festival (Ciné-vérité) 2008
- One World Film Festival (Festival international du film des droits de l'homme) 2009
- Visions du réel 2009